# Коммуна (административно-территориальная единица)
Комму́на (фр. commune «община») — в ряде стран административно-территориальная единица 2, 3 или 4 уровней. Близкими единицами являются — община, муниципалитет, муниципальное образование.
Термином «коммуна» как правило передаются те административные единицы, которые в языке оригинала имеют тот же корень. Такие единицы наиболее распространены в странах, где официальным языком является (или был раньше) один из романских языков, где это слово звучит как: фр. commune, рум. comuna, итал. comuna, исп. comuna, а также в скандинавских странах. Для аналогичных единиц в других странах, передаваемых в романских языках тем же термином, но имеющих другой корень, в русском языке используется термин «община».

## 2-й уровень
- Коммуны Бенина (фр. communes)
- Коммуны Бурунди (фр. communes)
- Коммуны Гренландии (дат. Kommuner, гренл. Kommunia)
- Коммуны Молдавии (рум. comune)
- Коммуны Норвегии (норв. kommuner)
- Коммуны Румынии (рум. comune)
- Коммуны Швеции (швед. kommuner)

## 3-й уровень
- Коммуны Анголы (порт. comuna(s))
- Коммуны Бельгии (нидерл. gemeenten, фр. communes, нем. Gemeinden)
- Коммуны Гаити (фр. communes)
- Коммуны Италии (итал. comuni)
- Коммуны Камбоджи (кхмер. ឃុំ, кхум)
- Коммуны Камеруна (фр. communes)
- Коммуны Кот-д’Ивуара (фр. communes)
- Коммуны Люксембурга (фр. communes, нем. Gemeinden)
- Коммуны Мадагаскара (малаг. kaominina)
- Коммуны Нигера (фр. communes, communes urbaines, communes rurales, postes administratifs)
- Коммуны Центральноафриканской Республики (фр. communes)
- Коммуны Чили (исп. comunas)

## 4-й уровень
- Коммуны Германии (нем. Gemeinde(n)) — см. общины Германии
- Окружные коммуны Сенегала (фр. communes d'arrondissement) и Коммуны Сенегала (фр. communes)
- Коммуны Франции (фр. communes)